# Ferritkernelager
Et ferritkernelager er en nu forældet type for internt lager i en computer. Lageret er opbygget af en matrix af små ferritkerner/ferritringe, der er trukket på et net af adresseledninger (tråde), således at hver ring er trådet på to adressetråde. Samtidig er alle ringe i en del af lageret trådet på den samme læsetråd. Ringene er lavet af hård ferrit, dvs. de kan holde på en magnetisering. Hver ring kan holde på én bit. Bittens værdi, 0 eller 1, er bestemt ved retningen af magnetiseringen, med eller mod uret (eller omvendt).

## Skrivning
Når man skal skrive en bit, sender man strøm gennem to adressetråde samtidig, en x og en y-tråd. Strømmen i hver tråd er ikke stærk nok til at ændre magnetiseringen i en ferritkerne, men der hvor de to tråde krydses, bliver strømmen stærk nok til at ændre magnetiseringen i lige netop den kerne, der sidder der. 

## Læsning
Når man skal læse en bestemt bit, sender man igen en svag strøm gennem to adressetråde. Hvis den adresserede ferritkerne i forvejen har den ”skrevne” værdi, sker der ingenting. Hvis den derimod har den modsatte magnetisering, så skifter magnetiseringen af ferritkernen retning, og det inducerer et lille strømstød i den læsetråd, der går gennem alle kernerne. Dette strømstød eller fraværet af et strømstød registreres af computerens hukommelseskredsløb og det kan nu vide, hvad tilstanden var i netop denne ferritkerne. Udlæsningen fra lageret er imidlertid destruktiv, idet kernen jo kan have skiftet magnetiseringsretning. Derfor vendes signalet og den ødelagte bit genskrives. 

## Karakteristika
Selv om ferritkerner efterhånden blev udviklet til at være ganske små, kan de dog ikke konkurrere med størrelsen af de halvleder RAM-chips, der blev udviklet i 1970'erne. Strømforbruget er også markant større. Til gengæld udmærker et ferritkernelager sig ved at beholde indholdet, selv om strømmen bliver afbrudt.